# Levantamento de peso nos Jogos Pan-Americanos de 2007 - Até 69 kg masculino
A categoria até 69 kg masculino do levantamento de peso nos Jogos Pan-Americanos de 2007 foi disputada no Pavilhão 2 do Complexo Esportivo Riocentro em 15 de julho com dez halterofilistas, cada um representando um Comitês Olímpicos Nacionais (CON).
O cubano Yordanis Borrero conquistou a medalha de ouro ao levantar um total de 317 kg, seguido do colombiano Edwin Mosquera que conquistou a prata (313 kg) e do equatoriano Ricardo Flores que foi bronze (308 kg).

## Medalhistas
| Ouro   | CUB Yordanis Borrero |
| Prata  | COL Edwin Mosquera   |
| Bronze | ECU Ricardo Flores   |

## Resultados
| Pos.              | Atleta               | Grupo | Peso  | Arranque (kg) | Arranque (kg) | Arranque (kg) | Arranque (kg) | Arremesso (kg) | Arremesso (kg) | Arremesso (kg) | Arremesso (kg) | Total (kg) |
| Pos.              | Atleta               | Grupo | Peso  | 1             | 2             | 3             | Result.       | 1              | 2              | 3              | Result.        | Total (kg) |
| ----------------- | -------------------- | ----- | ----- | ------------- | ------------- | ------------- | ------------- | -------------- | -------------- | -------------- | -------------- | ---------- |
| Medalha de ouro   | CUB Yordanis Borrero | A     | 68,55 | 137           | 141           | 141           | 141           | 166            | 172            | 176            | 176            | 317        |
| Medalha de prata  | COL Edwin Mosquera   | A     | 68,45 | 138           | 141           | 142           | 141           | 168            | 172            | 176            | 172            | 313        |
| Medalha de bronze | ECU Ricardo Flores   | A     | 68,00 | 130           | 135           | 138           | 138           | 170            | 170            | 175            | 170            | 308        |
| 4                 | DOM Santo Rivera     | A     | 68,10 | 133           | 133           | 138           | 133           | 170            | 176            | 176            | 170            | 303        |
| 5                 | VEN Israel Rubio     | A     | 67,55 | 137           | 137           | 142           | 137           | 163            | 163            | 163            | 163            | 300        |
| 6                 | BRA Welisson Silva   | A     | 68,25 | 125           | 130           | 133           | 133           | 158            | 165            | 170            | 165            | 298        |
| 7                 | PAN Alexi Batista    | A     | 68,15 | 132           | 136           | 136           | 132           | 160            | 160            | 166            | 160            | 292        |
| 8                 | MEX Roger Couoh      | A     | 68,85 | 110           | 115           | 120           | 115           | 153            | 157            | 157            | 153            | 268        |
| 9                 | ESA Marvin Martínez  | A     | 68,25 | 115           | 115           | 120           | 120           | 145            | 145            | 150            | 145            | 265        |
| 10                | NCA Moisés Herrera   | A     | 65,80 | 90            | 100           | 105           | 100           | 115            | 125            | 130            | 125            | 225        |

Legenda
| Recorde mundial                  | Recorde mundial (World record)               |                       | Recorde africano                      | Recorde africano (African) |                                           | Q | Classificado por posição (Qualified) |
| Recorde dos Jogos Pan-Americanos | Recorde pan-americano (Pan-American record)  | Recorde da América    | Recorde da América (Americas)         | q                          | Classificado por melhor tempo (Qualified) |   |                                      |
| Melhor marca do ano              | Melhor marca do ano (World leading)          | Recorde asiático      | Recorde asiático (Asian)              | DNS                        | Não largou (Did not start)                |   |                                      |
| Recorde nacional                 | Recorde nacional (National record)           | Recorde europeu       | Recorde europeu (European)            | DNF                        | Não terminou (Did not finish)             |   |                                      |
| Recorde pessoal                  | Recorde pessoal do atleta (Personal best)    | Recorde da Oceania    | Recorde da Oceania (Oceania)          | DSQ / DQ                   | Desclassificado (Disqualified)            |   |                                      |
| Recorde da temporada             | Recorde da temporada do atleta (Season best) | Recorde sul-americano | Recorde sul-americano (South America) | NM                         | Sem marca (No mark)                       |   |                                      |